# José Carlos Souza
José Carlos Ferreira Souza Júnior (São Paulo, 13 de julho de 1971) é um nadador brasileiro, que participou de uma edição dos Jogos Olímpicos pelo Brasil.

## Trajetória esportiva
Ainda criança, começou a nadar no Esporte Clube Pinheiros. Em 1987 mudou-se para os Estados Unidos, para treinar e estudar administração na Universidade do Tennessee.
Participou do Campeonato Mundial de Esportes Aquáticos de 1991 em Perth, onde ficou em 25º lugar nos 100 metros borboleta, e 30º nos 200 metros medley. 
Nos Jogos Pan-Americanos de 1991 em Havana, terminou em sétimo lugar nos 200 metros medley, e 8º nos 50 metros livre.
Nas Olimpíadas de 1992 em Barcelona, terminou em sexto lugar nos 4x100 metros livre, 12º nos 100 metros borboleta, e 30º nos 200 metros medley.
O brasileiro obteve em 1993 dois recordes mundiais em piscina curta; no dia 7 de julho, o time do Brasil, composto por Fernando Scherer, Teófilo Ferreira, José Carlos Souza e Gustavo Borges bateu o recorde mundial do revezamento 4x100 metros livre, com o tempo de 3m13s97, que pertencia a Suécia desde 19 de março de 1989, 3m14s00. Em 5 de dezembro, o Brasil bateu novamente o recorde da prova, com a mesma equipe, e a marca de 3min12s11.  Esta marca foi obtida no Campeonato Mundial de Natação em Piscina Curta de 1993, onde ganhou a medalha de ouro nos 4x100 metros livre, e a medalha de bronze nos 4x200 metros livre (neste, batendo o recorde sul-americano, com o tempo de 7m09s38). Também terminou em quinto lugar nos 4x100 metros medley, junto com Maurício Menezes, Gustavo Borges e Rogério Romero, e 15º nos 100 metros borboleta. 
Em 1993, ele era o recordista sul-americano nos 50 metros e 100 metros borboleta, e nos 200 metros medley.